# کفشک تاجی
کفشک تاجی (نام علمی: Lophonectes gallus) نام یک گونه از تیره کفشک‌ماهیان چپ‌روی است.